# Asher Roth

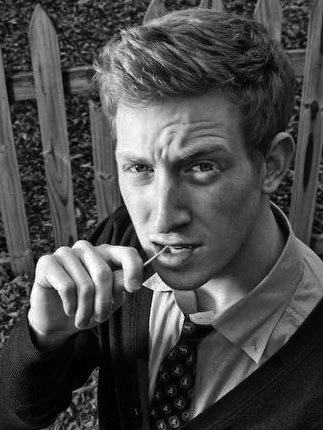

Asher Paul Roth, más conocido como Asher Roth, es un rapero estadounidense. Nació el 11 de agosto de 1985 en Morrisville, Pensilvania. Estudió en Pennsbury High School, y tras la graduación entró en West Chester University. Se caracteriza por la fusión de géneros (rock y hip-hop) además del uso de sintetizadores. Uno de sus propósitos es evitar encasillarse en un único género, algo bastante loable en el panorama musical actual. Aunque se le incluye dentro de un subgénero llamado Comedy hip hop .
Trabaja con la discográfica SRC Records, que el 13 de junio de 2008, le ayudaron a lanzar su primer debut, The GreenHouse Effect Mixtape, con DJ Drama y Don-Cannon. Este EP fue lanzado, de forma gratuita, desde su página web. Tras este lanzamiento, se le otorgó reconocimiento casi instantáneo, pues además apareció en el Top 10 de los nuevos cantantes de la XXL Magazine.

## Asleep In The Bread Aisle
Su primer disco de estudio se lanzó el 20 de abril de 2009 con el nombre de "Asleep In The Bread Aisle". En él habla un poco de la vida universitaria, los amores, las fiestas y demás aventuras. Estos son sus temas:
1. Lark On My Go Kart
2. Blunt Cruise
3. I Love College [Prod. By Mike Carren & Ben Allen]
4. La Di Da [Prod. By Don Cannon]
5. Fallen
6. Be By Myself (Ft. Cee Lo Green, ex Gnarls Barkley)
7. She Don’t Want A Man (Acompañado por. Keri Hilson)
8. Sour Patch Kids
9. Lions Roar (Acompañado por Busta Rhymes)
10. Bad Day (Acompañado por Jazze Pha)
11. As I Em (Acompañado por Chester French)
12. His Dream (Acompañado por. Miguel)
13. Nothing You Can’t Do [Prod. by Nottz]

## The Spaghetti Tree
Después del tour de 2009, y de sacar un nuevo mixtape, Seared Foie Gras with Quince and Cranberry, Asher se ha puesto manos a la obra para lanzar su segundo álbum de estudio, The Spaghetti Tree. El disco verá la luz a finales de 2010 o a principios de 2011. El 26 de julio de 2010, Roth lanzó a la radio el primer sencillo de este disco, titulado G.R.I.N.D (Get Ready It's A New Day)y ha dispuesto un concurso para regalar entradas, con el fin de que los fanes presenten clips propios de dicha canción en su página web.
Asher reveló datos sobre varias canciones; Una estaría producida por Swizz Beatz, otra en la que participa Game y otra titulada "Run It Back".

## Discografía
Álbumes de Estudio
- Asleep In The Bread Aisle (2009)
- Retrohash (2014)

Mixtapes
- The GreenHouse Effect (2008)
- Seared Foie Gras with Quince and Cranberry (2010)

EP
- The Rawth (con Nottz) (2011).

- Datos: Q469756
- Multimedia: Asher Roth / Q469756